# Vasospasmus
Der Vasospasmus (lateinisch vas ‚Gefäß‘ und altgr. σπασμός spasmós ‚Krampf‘), auch Gefäßspasmus oder Angiospasmus (griechisch ἀγγεῖον angeīon, deutsch ‚Gefäß‘ und -spasmus), ist eine plötzliche krampfartige Verengung eines blutführenden Gefäßes aufgrund eines Reizes. Dies kann zu einer Ischämie (Minderdurchblutung) des dem arteriellen Gefäß nachfolgenden Gewebes führen.